# Gustaf Gabriel Woltersson
Gustaf Gabriel Woltersson, född 13 augusti 1717 i Falun, Kopparbergs län, död 18 juli 1785 i Glimåkra, Kristianstads län, var en svensk tingsnotarie, orgelbyggare och instrumentmakare i Glimåkra. Woltersson tillhörde den nordtysk-svenska blandtraditionen inom klavikordbyggeri.

## Biografi
Gustaf Gabriel Woltersson föddes 13 augusti 1717 i Falun, Kopparbergs län. Han var son till landssekreteraren Johan Woltersson och Elisabeth Bolin. Woltersson var under en tid anställd hos Daniel Stråhle och han flyttade sedan till Skåne under slutet 1740-talet. Han fick privilegium att "förfärdiga allehanda strängaspel" år 1750 i Skåne, såsom cembalo, klavikord och spinett. Han hade fortfarande inte 1752 startat sin verksamhet på grund av sjukdom. Woltersson byggde några mindre orglar i Lunds, Växjö och Göteborgs stift. Hans orglar var ofta utrustade med en cymbelstjärna. Woltersson hade lär sig de idéer i klavermakeri Vetenskapsakademin publicerade mellan 1739 och 1756
Han bodde tillsammans med sin familj från 1751 på Simontorp 4 i Glimåkra. 1755 flyttade de till ett nybyggt torp. Från 1765 bodde de på Häggaryd 7 i Glimåkra. Woltersson avled 18 juli 1785 i Glimåkra, där han begravdes 22 juli samma år.

### Familj
Woltersson gifte sig 22 februari 1751 i Oppmanna med Catharina Eneroth (1724–1801). De fick tillsammans barnen Johan Gustav (född 1751, levde ännu 1767), Maria Elisabet (1753–1756) och Maria Elisabet (1757–1821).

## Lista över orglar
| År         | Ursprunglig kyrka      | Stift     | Bild | Manualer | Pedal        | Stämmor | Bevarad orgel/fasad | Övrigt |
| ---------- | ---------------------- | --------- | ---- | -------- | ------------ | ------- | ------------------- | --- |
| 1747       | Östra Tommarps kyrka   | Lunds     |      |          |              | 6       |                     | Orgeln var oduglig 1773. En ny orgel byggdes 1867 av Sven Fogelberg, Lund.                                                                             |
| 1747       | Gladsax kyrka          | Lunds     |      |          |              | 4       |                     | Orgeln var oduglig 1773. En ny orgel byggdes 1888 av Sven Fogelberg, Lund.                                                                             |
| 1752       | Glimåkra kyrka         | Lunds     |      | 1        | Självständig | 11      |                     | Ett kontrakt upprättades 8 oktober 1750. Orgeln approberades 18 februari 1752 av Christian Wenster. Orgeln såldes 1835.                                |
| 1755       | Skatelövs kyrka        | Växjö     |      |          |              | 10      | Nej/Nej             | Orgeln hade även ett klockspel. En ny orgel byggdes 1845 av Johan Nikolaus Söderling, Göteborg.                                                        |
| 1757       | Färlövs kyrka          | Lunds     |      |          |              | 7       |                     | Orgeln sattes upp på en nybyggd läktaren i södra delen av kyrkan vid altaret. Orgeln ersattes av ett harmonium före 1905.                              |
| 1760       | Norra Åsums kyrka      | Lunds     |      |          |              | 8       |                     | En ny orgel byggdes 1903 av Johannes Magnusson, Göteborg.                                                                                              |
| 1764       | Veinge kyrka           | Göteborgs |      | 1        |              | 7       |                     | En ny orgel byggdes 1802 av Lars Strömblad. |
| 1764       | Laholms kyrka          | Göteborgs |      | 1        |              | 6       |                     | Orgeln bekostades av assessor Peter Pettersson. Orgeln hade 6 små klockar och en bälg. EN ny orgel byggdes 1853 av Johan Nikolaus Söderling, Göteborg. |
| 1760-talet | Krageholms slottskyrka |           |      |          |              |         |                     | Uppsättning av ett äldre bordspositiv. Orgeln fick ny fasad och nytt bälghus på 1760-talet.                                                            |

## Klavikord
| År   | Bild | Omfång | Klaverstämpel | Kortal | Oktavbredd | Vågbalk | Bakre tangentstyrning | Ådring | Övrigt |
| ---- | ---- | ------ | ------------- | ------ | ---------- | ------- | --------------------- | ------ | --- |
| 1759 |      | C-d3   | -             | 2      | 161        | 2       | Fena av mässing       | 150/60 | Den är 146 cm lång och 45,5 cm bred. Den finns på Göteborgs historisk museum. Pedalklavikord med pianoregister. Signerad: Gust: Gabr: Wolthersson fecit anno 1759. |